# Falán
Falán là một khu tự quản thuộc tỉnh Tolima, Colombia. Thủ phủ của khu tự quản Falán đóng tại Falán Khu tự quản Falán có diện tích 238 ki lô mét vuông. Đến thời điểm ngày 28 tháng 5 năm 2005, khu tự quản Falán có dân số 17251 người.